# St. Matthäi (Leisnig)

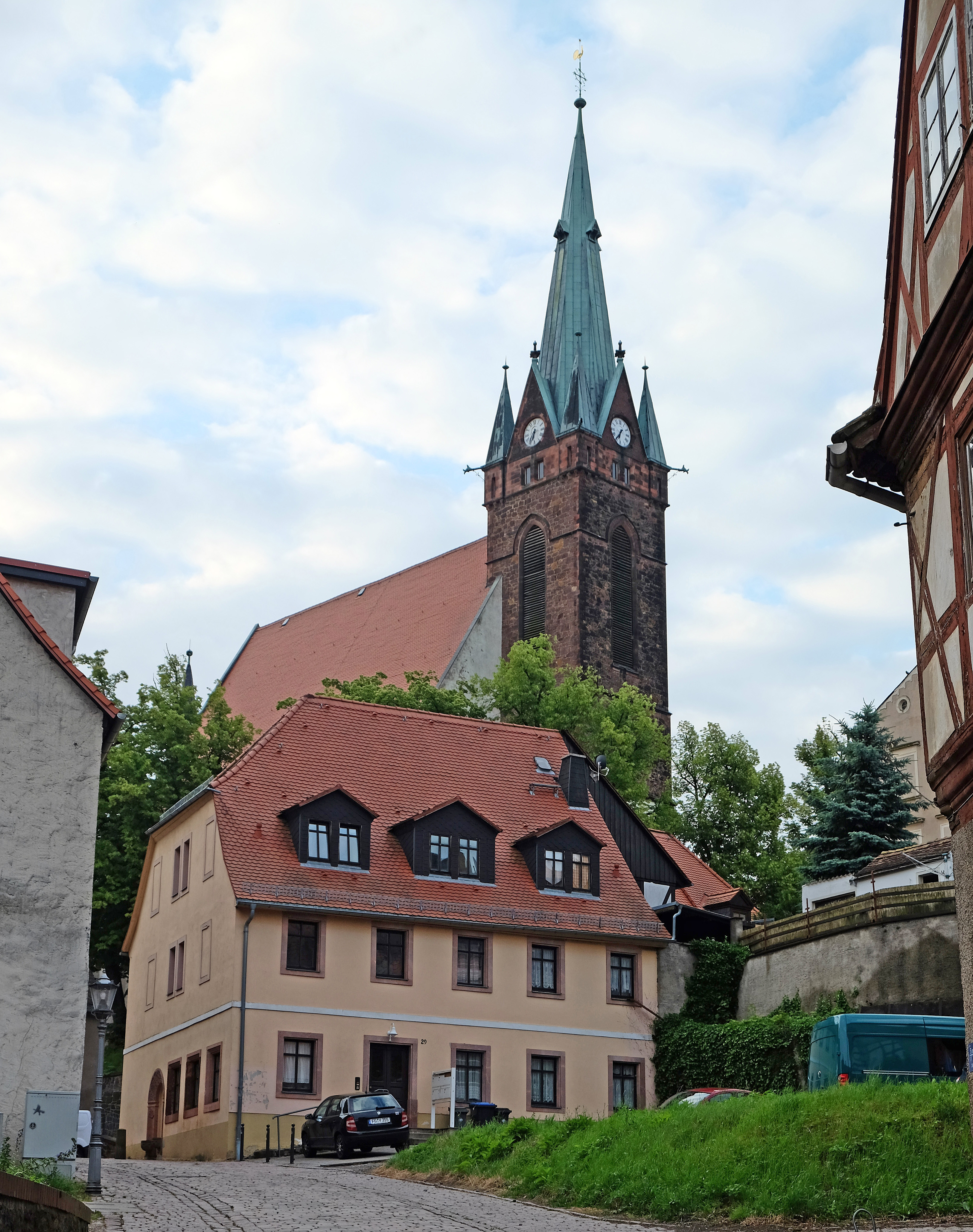
St. Matthäi von Nordwest

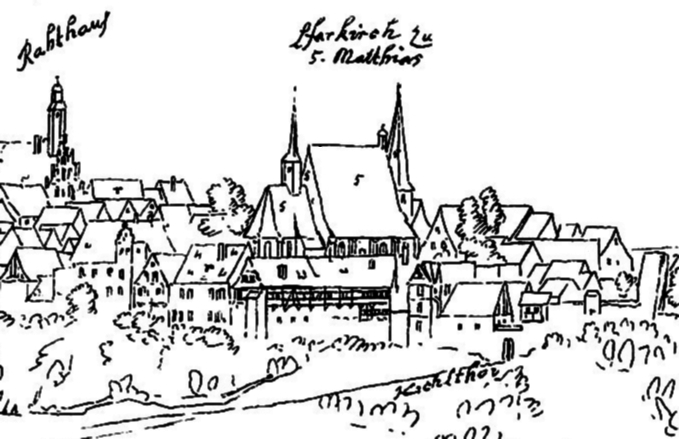
St. Matthäi (um 1630)

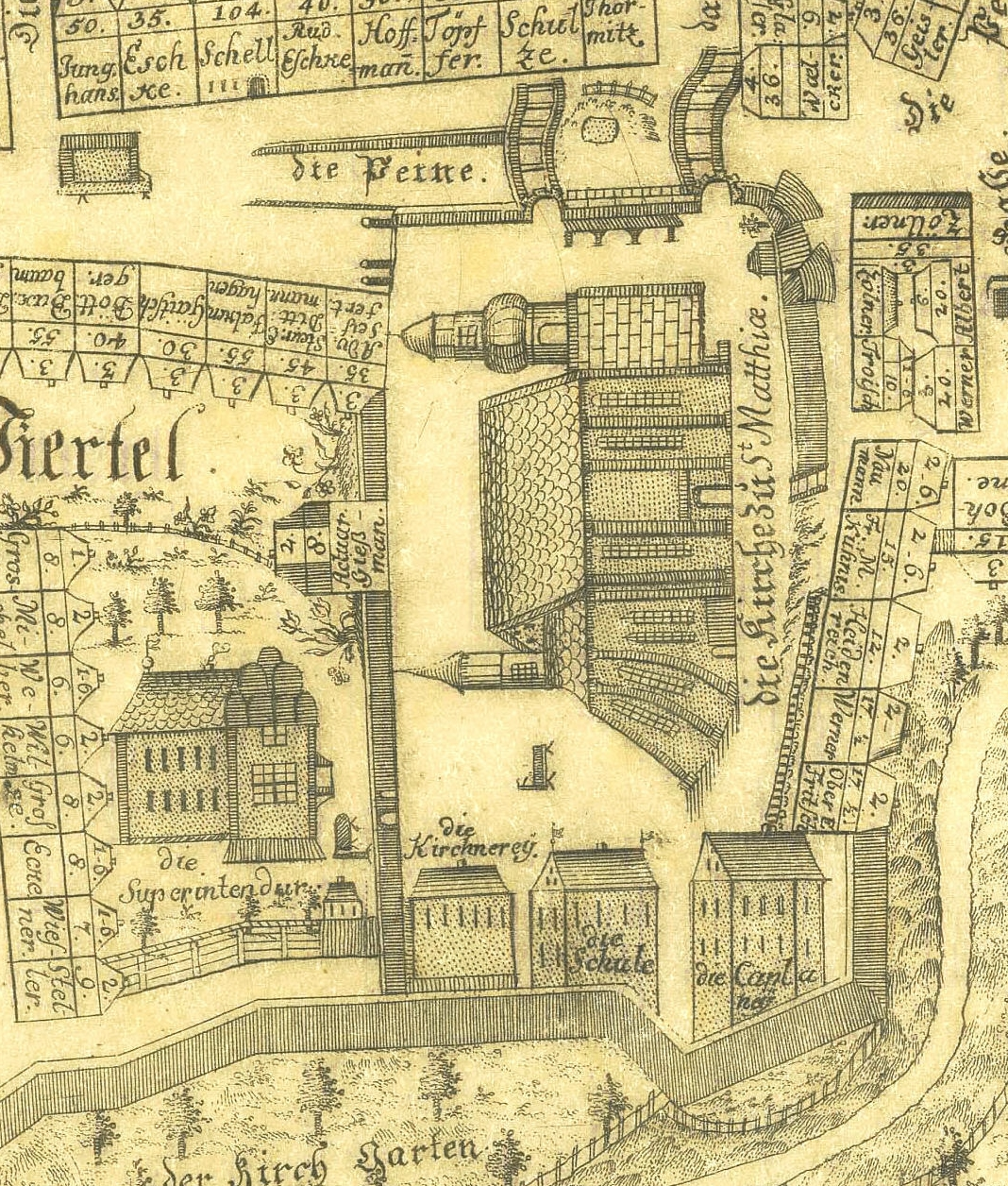
St. Matthäi (1753)

Die Kirche St. Matthäi zu Leisnig ist die evangelisch-lutherische Stadtkirche von Leisnig. Der Turm ist ca. 63,5 m hoch.

## Geschichte

### Anfangszeit bis 1215
Die Kirche südlich der heutigen Burg Leisnig war die Kirche der Burgwarde Leisnig, Polkenberg und Colditz, der Sprengel umfasste etwa 60 Dörfer. Der Burgward Leisnig wechselte mehrfach den Besitzer (vor 1046 Ekkehardinger, 1046 Kaiserin Agnes, 1084 Wiprecht), kam aber 1158 wieder ans Reich. Die Kirche wurde zur Königskirche, was aus der notwendigen kaiserlichen Zustimmung bei der Übertragung an das Kloster Buch folgt. Der Zeitpunkt der Entstehung und Ausstattung der Kirche ist unbekannt. Um 1190 umfasste jedenfalls der Sprengel die Burggrafschaft Leisnig und den östlichen Teil der Herrschaft Colditz.
1192 erfolgte zwischen Kaiser Heinrich VI. und dem Burggraf Heinrich von Leisnig ein Tausch der Parochie Leisnig gegen eine Eigenkirche des Burggrafen. Dem Kloster Buch wurde die Parochie bei Freiwerden zugesprochen. Zu dieser Zeit war Otto von Lobdeburg der Inhaber der Pfarre. Mit seiner Wahl zum Bischof von Würzburg (1207) hätte er diese Pfarrstelle aufgeben müssen. 1214 war jedoch Dietrich, Propst des Domkapitels Meißen, der Besitzer der Parochie. Bönhoff (1908) sah in diesem Dietrich den ehemaligen Meißner Bischof Dietrich von Kittlitz. Eher zu vermuten ist der 1214 genannte maior praepositus. Dieser hatte sich als Inhaber der Parochie (parrochianus eiusdem) Teile der Ausstattung reserviert. Das Bistum hatte also nach dem Freiwerden 1207 die Parochie einbehalten. Diese reservierten Teile sollten nun dem Pfarrer selbst gehören (und nicht dem Kloster). 1214 gehörten zur Kirche in Leisnig die Martinskapelle auf der Burg, die ecclesia St. Pankratii (in Tragnitz), die Nikolaikapelle in der neuen Stadt (heute Altleisnig) und die Kapellen in Sitten, Seifersdorf, Zschirla, Collmen und Polkenberg.

### Die erste Zeit unter dem Patronat des Klosters Buch 1215–1354
1215 nahm der Bischof von Meißen das Kloster Buch mit seinem Besitz unter seinen Schutz, darunter auch die Kirche in Leisnig. Sie ist dem Apostel und Evangelisten Matthäus geweiht, das Patrozinium wird 1217, 1225, 1265 und 1268 explizit genannt. Das Matthäus-Patrozinium ist bei alten Kirchen in Sachsen sehr selten. Die Reliquien des Heiligen wurden 1085 unter Papst Gregor VII. nach Salerno gebracht. Vor diesem Zeitpunkt ist die Gründung der Kirche weniger wahrscheinlich.
1213 bis 1215 wird als Zeuge ein Heydenricus sacerdos de Liznich genannt, 1217 ein Heydenricus, plebanus de Lisnik 1225 ein Gerbotus, um 1260 ein Vlricus, plebanus de Liznich.
Vor 1266 wurden die Kapellen in Zschirla und Collmen selbständig, eigene Pfarrer wurden genannt und für ihre Ausstattung gesorgt. Zeugen sind die Pfarrer von Gersdorf, Zschirla, Collmen, Leipnitz, Wendishain, Zschoppach. Der Sprengel der Matthäi-Kirche löste sich auf. 1268 stiftete in Börtewitz die Witwe des Tammo de Maruz eine Kirche. Dabei wurde die Matthäi-Kirche entschädigt. Die Stifterin und ihre Söhne erhielten das Patronat.
1286 bestätigte Bischof Withego von Meißen eine Einigung zwischen den Pfarrern von Leisnig und Altleisnig. Die Kirche St. Matthäi wurde zur Kirche der neuen Stadt vor der Burg, die Nikolaikirche der alten Stadt Leisnig erhielt zum Ausgleich die zur Matthäi-Kirche gehörenden Dörfer nördlich der Mulde (Börtewitz und Naundorf). Dabei wurden auch Anweisungen getroffen für den Fall, dass die Verlegung der Stadt rückgängig gemacht würde. Eine päpstliche Ablassurkunde von 1286 und eine weitere von 1289 lassen auf bauliche Aktivitäten schließen, die unteren Geschosse des Turmes könnten in dieser Zeit entstanden sein.
1306 wurde der Pfarrer von Leisnig erstmals vom Bischof von Meißen als archipresbiter, also Erzpriester, Inhaber einer sedes, bezeichnet. Zu diesem Erzpriesterstuhl gehörten Altleisnig, Bockelwitz, Dürrweitzschen, Gersdorf, Hartha, Leipnitz, Reinsdorf, Schönerstädt, Sitten, Tragnitz und Wendishain. 1308 stiftete der Pfarrer Heinrich von Leisnig 20 Mark reinen Silbers für eine tägliche Frühmesse in der Kirche St. Matthäi, unterstützt von den provisores der Kirche, dem Burggrafen und anderen guten Menschen, mit Zustimmung des Abtes von Buch als Patronatsherren. Von dem Stiftungsgeld wurden zum Unterhalt eines Kaplans Einnahmen in Gorschmitz und Doberquitz gekauft. In Urkunden bis 1356 tritt mehrfach ein Pfarrer Heinrich als Zeuge auf, von 1359 bis 1371 ein Pfarrer Johannes.
1354 inkorporierte Bischof Johannes von Meißen dem Kloster Buch die Parochie Leisnig. Damit hatte der Abt das Recht, auch einen Priester-Mönch seines Klosters als Pfarrer in Leisnig einzusetzen. Dieser musste dem zuständigen Archidiakon von Wurzen präsentiert werden und er unterstand während seiner Amtszeit ebendiesem Archidiakon mit allen Pflichten eines Pfarrers.

### Die Zeit der Inkorporation 1354–1520
1363 stifteten Siegfried von Börtewitz und sein Sohn 8 Groschen jährlichen Zins für die Besserung der Stillinskerze vor dem St. Matthäus-Altar, übertragen von Burggraf Heinrich von Leisnig. 1366 erfolgte eine Verschreibung Markgraf Wilhelms für Kirche und Brücke in Leisnig. 1371 einigten sich Bürgermeister und Rat von Leisnig mit dem Pfarrer von Leisnig (Johannes von Wyczen) und dem Abt von Kloster Buch über die neu gestiftete ewige Messe am Kreuzaltar. 1373 bestätigten die Markgrafen Friedrich, Balthasar und Wilhelm einen Kauf von Zinsen in Doberquitz durch den Rat der Stadt Leisnig von Nicol von Staupitz für den Kreuzaltar.
1379 erhielt das Kloster Buch von Kardinal Pileus, Legat des Papstes in Deutschland, eine Bestätigung der Inkorporation der Kirchen Leisnig und Belgern, die wohl Bischof Nikolaus von Meißen verweigert hatte, die Gründe bleiben ungenannt. 1388 befahl Papst Urban VI. dem Bischof von Meißen die Inkorporation, was dann auch der Bischof befolgte.
1388 sah sich der Pfarrer Frowinus genötigt, der Kirche gehörende Äcker vor dem Obertor Leisnig als Erblehen zu vergeben, da sie durch den Verkehr zu sehr beeinträchtigt wurden. Es wurden verschiedene Bürger von Leisnig genannt, an deren Äcker die Kirchenäcker angrenzten (Gunther Faber, Melchior Hannus, Nicolaus Ruffus). Auf einem Teil der Äcker durften Häuser gebaut werden. Später erfolgte wohl eine Umwandlung in Gärten. Auf dem Stadtplan von Kamprad (1753) werden 119 Pfarrgärten genannt, gelegen zwischen Obertor und Friedhof.
1395 wurde dem Abt von Kloster Buch bestätigt, dass er die Annaten für frater Nicolai, plebanus in Lysenik gezahlt hat, es war also ein Mönch des Klosters als Pfarrer eingesetzt worden.
1397 bestätigte Bischof Johannes von Meißen den Altar der zehntausend Ritter und elftausend Jungfrauen, zugleich corporis Christi, in der Pfarrkirche zu Leisnig. Stifter waren Johannes Bunzel und Johannes Nuendorf, Bürger von Leisnig, denen die Kollatur dieses Altares übertragen wurde. 1405 schenkte Markgraf Wilhelm den ehemaligen Wirtschaftshof des Burggrafen in der Nähe der Kirche seinem Geheimsekretär Nebelthau, nach dessen Tode ging der Besitz an die Kirche über als Wohnung der Pfarrer.
1419 fand ein Prozess vor der römischen Kurie um die Besetzung der Parochie Leisnig statt. Geklagt hatte Johannis de Jockerim gegen frater Benedictus, den der Abt des Klosters als zuständiger Patronatsherr eingesetzt hatte. Von wem dieser Johannes die Zuweisung hatte und von wem er eingesetzt worden war, bleibt ungenannt. Nach mehreren Verhandlungen wurde die Klage abgewiesen. Johannes von Jockrim hatte die Gebühren für die Verhandlungen von 20 Gulden zu zahlen.
1439 hatte der Rat zu Leisnig Zinseinnahmen an Johann Wortczn, thumherre zcu Aldenburgk, ehemals Pfarrer in Leisnig, verkauft, die dieser zu einem Salve Regina stiftete. Durch den Rat waren dem Pfarrer, dem Altaristen und dem Schulmeister diese Zinsen für die Ausführung zu zahlen.
1441 bestätigte das Konzil von Basel dem Kloster Buch die Inkorporation der Parochie Leisnig. Auch hier ist zu vermuten, dass der Bischof von Meißen sie wohl verweigert hatte.
Zwischen 1460 und 1484 wurde die Kirche St. Matthäi in ihrer heutigen Gestalt errichtet. 1484 war die Wölbung abgeschlossen. Das Gewölbe baute der Steinmetzmeister Ulrich Halbritter/Halbbutter, „Baumeister u. Steinmetz, wohl der Rochlitzer Bauhütte angehörig, † vor 1516, 1480–90 in Leisnig (Sachsen), wo er das (nicht erhaltene) Gewölbe der St. Matthäikirche baute u. 12. Juli 1484 vollendete. Dem Steinmetz-Zeichen nach könnte von ihm auch die Kirche zu Breitenborn bei Rochlitz sein.“ Hiesige Steinmetzzeichen finden sich auch in Rochlitz und auf Kriebstein. Eine Mitwirkung des Klosters Buch ist nicht überliefert. 1460 wurde der Altar Mariae Conceptionis vom Rat gestiftet, 1466 der Altar der Kalandsbrüder Mariae Annunciationis, zusammen mit der Weihe der Kapelle der Kalandbruderschaft an der Südseite der Kirche. Für einen weiteren Altar der Kalandsbruderschaft (Maria, Nikolaus, Erasmus, Barbara, Dorothea) existiert eine Ablassurkunde von 1468.
1496 stattete der Pfarrer D. Matthäus Möse, frater und später Abt des Klosters, auf Grund einer Stiftung von 700 fl. durch Sebastian Schumann, Pfarrer in Zschoppach, einen neuen Altar der Kirche St. Matthäi aus. Aus dem Stiftungsgeld kaufte er von Nickel von Kötteritzsch Zinse, hauptsächlich in Brösen, Altleisnig, Fischendorf, Wendishain und Minkwitz. Der Altar erhielt einen eigenen Kapellan mit der Verpflichtung, alle Wochen fünf bestimmte Messen dort zu lesen. Geweiht war der Altar Mariae doloris & compassionis, der Schmerzen und des Mitleidens Mariens. 1499 wurde der neue Altar vom Bischof von Meißen bestätigt mit der Auflage, dass er zum subsidium biennale, einer zweijährigen Abgabe an den Bischof, fünf Mark zu zahlen habe, und auch andere, von Klerikern zu entrichtenden Abgaben.
Nach der Meißener Bistumsmatrikel hatte die Kirche St. Matthäi zu Leisnig ein jährliches Einkommen von 12 Mark, dazu die Altäre Bartholomäus alias primae Missae 1 Mark, Corporis Christi (zugleich zehntausend Ritter und elftausend Jungfrauen) 2 Mark, Crucis 2 Mark, Conceptionis Marie 1 Mark, Annunciationis Marie alias Calendarum 1 Mark und Compassionis beate virginis 4 Mark, dazu Martini in castro 2 Mark. Diese Einkünfte bildeten die Grundlage für die Abgaben an den Bischof von Meißen.
Auf Bitte des Pfarrers Gregorius Sartoris (Schneider) wurde 1500 ein Ablassbrief für den Kreuzaltar ausgestellt. 1506 hatte der Altarist des Kreuzaltars, Gregor Schneider, der Kalandsbruderschaft 60 fl. für ein Seelgerät gegeben. 1515 wird Valten Hondorf als Pfarrer genannt, 1521 Heinrich Kind.

### Nach der Reformation
Die Leisniger Gemeinde hatte 1522 Heinrich Kind und Johann Gruner zum Pfarrer gewählt und wollte ihre Besoldung durch einen Gemeinen Kasten sichern, in den alle Erträge der Güter der Kirche gehen sollten. Sie ersuchte Luther um eine Begründung aus der Bibel, da beides gegen die Rechte des Klosters stand. Nach Luthers Besuch 1522 erschien 1523 die Leisniger Kastenordnung mit einem Vorwort Luthers. Zehn Vertreter der Gemeinde wurden zu Kastenvorstehern gewählt, die die Einnahmen und Ausgaben zu überwachen hatten. Streit erhob sich über die vier Altarlehen (mit Zubehör), die unter der Verfügung des Rates standen, der aber die Verfügung nicht abtreten wollte. Ein weiterer Besuch Luthers und Briefe des Kurfürsten konnten den Streit nicht beenden, so dass die Besoldung der Pfarrer mangelhaft blieb.
Bei der Nennung der Pfarrer in Leisnig wird man sich auf Kamprad und seine Kenntnisse aus den Kastenrechnungen verlassen müssen. 1529 erfolgte die erste Visitation durch eine Kommission des Kurfürsten. Wolfgang Fueß wurde als erster Superintendent in Leisnig eingesetzt, der ehemalige Wirtschaftshof des Burggrafen wurde sein Sitz. Dominicus Beyer wurde als Diakonus bestätigt, Heinrich Kind in den Ruhestand versetzt. Die Gemeinde erhielt das Recht zur Wahl des Pfarrers bei nachfolgender Präsentation beim Kurfürsten. Das Altarlehen corporis Christi mit Haus und 32 fl. 26 gr. blieb bei Gregor Kuntz auf Lebenszeit. Das Altarlehen Mariae Conceptionis mit Haus und 21 fl., bisher bei Bartholomäus Kirsten, jetzt bei Heinrich Kind mit 20 fl. Pension, Kirsten erhielt die Pfarre Altleisnig. Weitere Altarlehen waren am Altar Mariae Annuntiationis (Haus mit Gärtlein und Holzung mit 16 fl. 16 gr. und 1 Pfund Wachs) und am Altar Crucis (11 fl.). Als Einkommen waren vorgesehen für den Pfarrer 109 fl., für den Diaconus 50 fl., für den Schulmeister 31 fl. mit einer späteren Erhöhung um 9 fl., und für den Küster 14 fl.
1530 waren zwei Pfeiler der Brücke in Fischendorf ausgebessert worden, dazu waren Kirchenkleinode ohne Wissen des Kurfürsten verkauft worden. Da die anderen Pfeiler auch noch zu bessern waren, sollte zur Finanzierung mit dem Verkauf fortgefahren werden, aber es sei vorsichtig zu handeln, damit kein Gerücht aufkomme. Käufer der Kaseln und Tücher waren u. a. der Pfarrer (ohne Namen) Dominikus Beyer, der Schulmeister Michel Mebes, der Prediger Johann Schlick, der Kastenvorsteher Michael Braun.
1533 musste ein Streit zwischen Fabian von Auerswald und Wolfgang Fueß wegen des Lehens des Vorwerkes Gorschmitz geschlichtet werden, das dem Kloster Buch gehört hatte. Der von Auerswalde wollte seine Lehen nicht von einem Pfarrer nehmen.
1534 fand die zweite Visitation statt. Der Pfarrer Lauterbach (seit 1532, von Luther empfohlen) wurde gelobt. Nach Reibereien zwischen den Pastoren ging 1536 Lauterbach nach Wittenberg. Fueß wurde 1539 Superintendent in Chemnitz. Die weitere Abfolge ist bei Kamprad (1753) (Kapitel XIV.) zu finden.
1629 zeichnete Wilhelm Dilich für die Ausschmückung des Riesensaales im Dresdner Schloss eine Ansicht von Leisnig, darauf dürfte die erste verlässliche Darstellung der Kirche zu finden sein.
1637 brannten mit der ganzen Stadt auch Kirche und Superintendentur ab, nur die Raumhülle blieb. Das Dach wurde bereits 1639 durch Peter Gerngroß von Geringswalde repariert. 1646 war der Wiederaufbau vollendet, der Turm allerdings erst 1695. Der neue Taufstein wurde 1638 vom Amtsschösser Johann Valentin Braun gestiftet und von Valentin Otte gefertigt. 1648 wurde auch die Superintendentur fertiggestellt, 1649 eine neue Orgel von Tobias Weller eingebaut, insgesamt eine erstaunliche Leistung, zumal die schwedische Besatzung noch in Sachsen war. 1663/1664 entstand der Altar von Valentin Otte und Johann Richter aus Meißen (für 400 Taler).
1753 waren nach Kamprad folgende Dörfer nach Leisnig eingepfarrt: Brösen, Gorschmitz mit Rittergut, Gut Hasenberg, Meinitz, Minkwitz, Neudörfchen, Röda, Tautendorf, Liebchens-, Kirsten- und Schanzenmühle. Leisnig zugeordnete Landparochien waren Altenhof mit Buch, Altleisnig mit Tragnitz, Bockelwitz mit Börtewitz, Gersdorf mit Seifersdorf, Hochweitzschen, Sitten, Wendishain mit Nauhain.
1810 brachte man für 172 Taler einen Blitzableiter an, nachdem 1807 der Turm getroffen worden war.
1845 wurden erste Pläne zum Umbau der Kirche gefasst. 1847 scheiterte der Entwurf von Carl Alexander Heideloff aus Kostengründen. 1880 begann die Planung der Erneuerung durch Hugo Altendorff, ab 1882 erfolgte die Ausführung unter Gotthilf Ludwig Möckel mit neogotischen Seitenemporen, neuer Kanzel und neuem Gestühl, leider unter Verlust der reichen barocken Ausstattung. 1891 erhöhten die Architekten Schramm und Weißbach den Turm auf Grund einer Stiftung von Karl Adolf Mirus.
Ab 1960 fand eine Innenrestaurierung unter Georg Laudeley statt (Emporen, Glasfenster, Ausmalung) unter Anleitung von E. Hütter, F. Löffler, H. Magirius, W. Rittsche, 1962 die Aufstellung der Barockkanzel aus der abgerissenen Stadtkirche von Hainichen, 1983 bis 1994 eine Erneuerung des Äußeren und 1993 eine Restaurierung des Altars. Die Bildnisse der Superintendenten ab 1600, früher im Altarraum, wurden an den Wänden der Seitenschiffe angebracht.

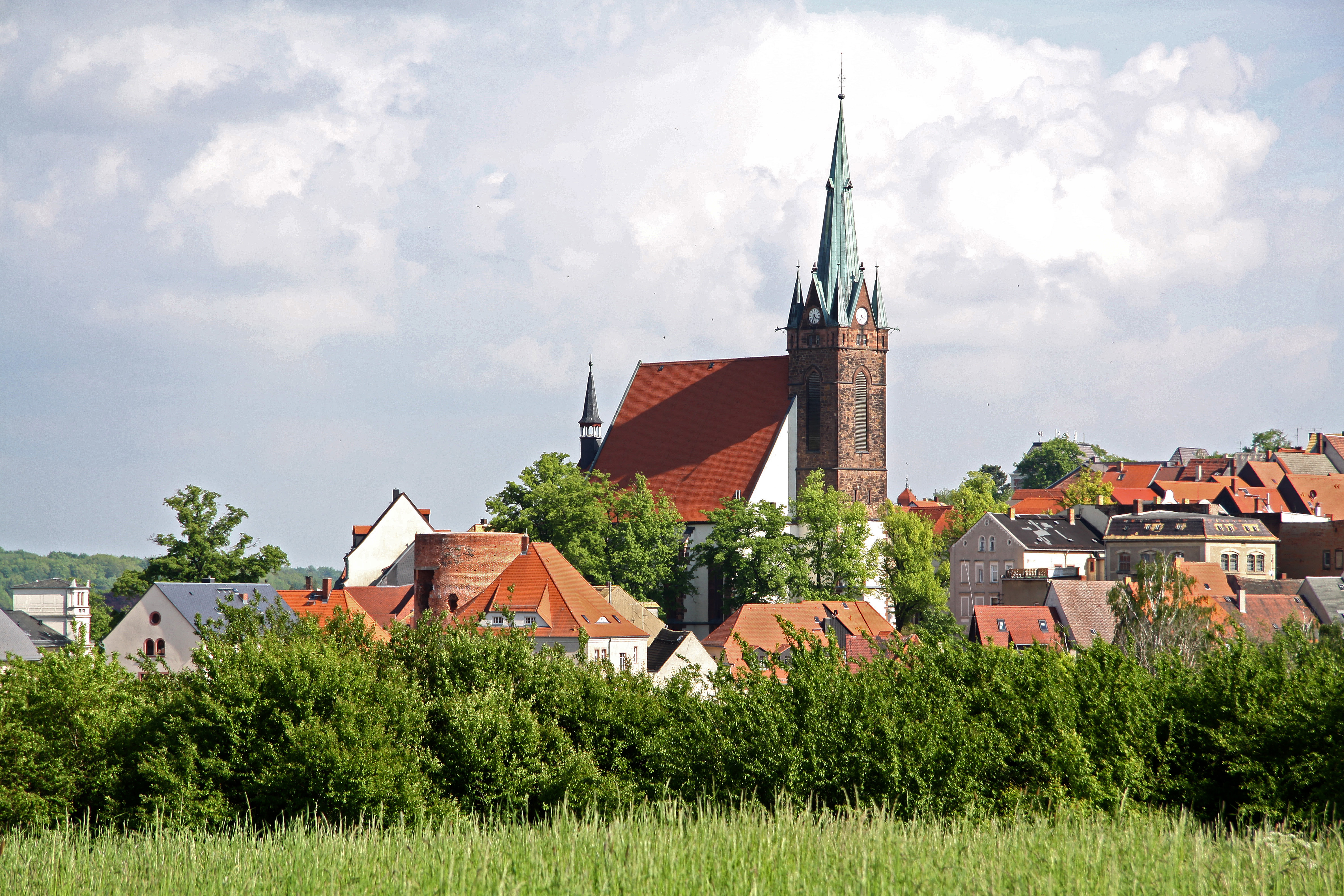
Kirche von Nordwest.
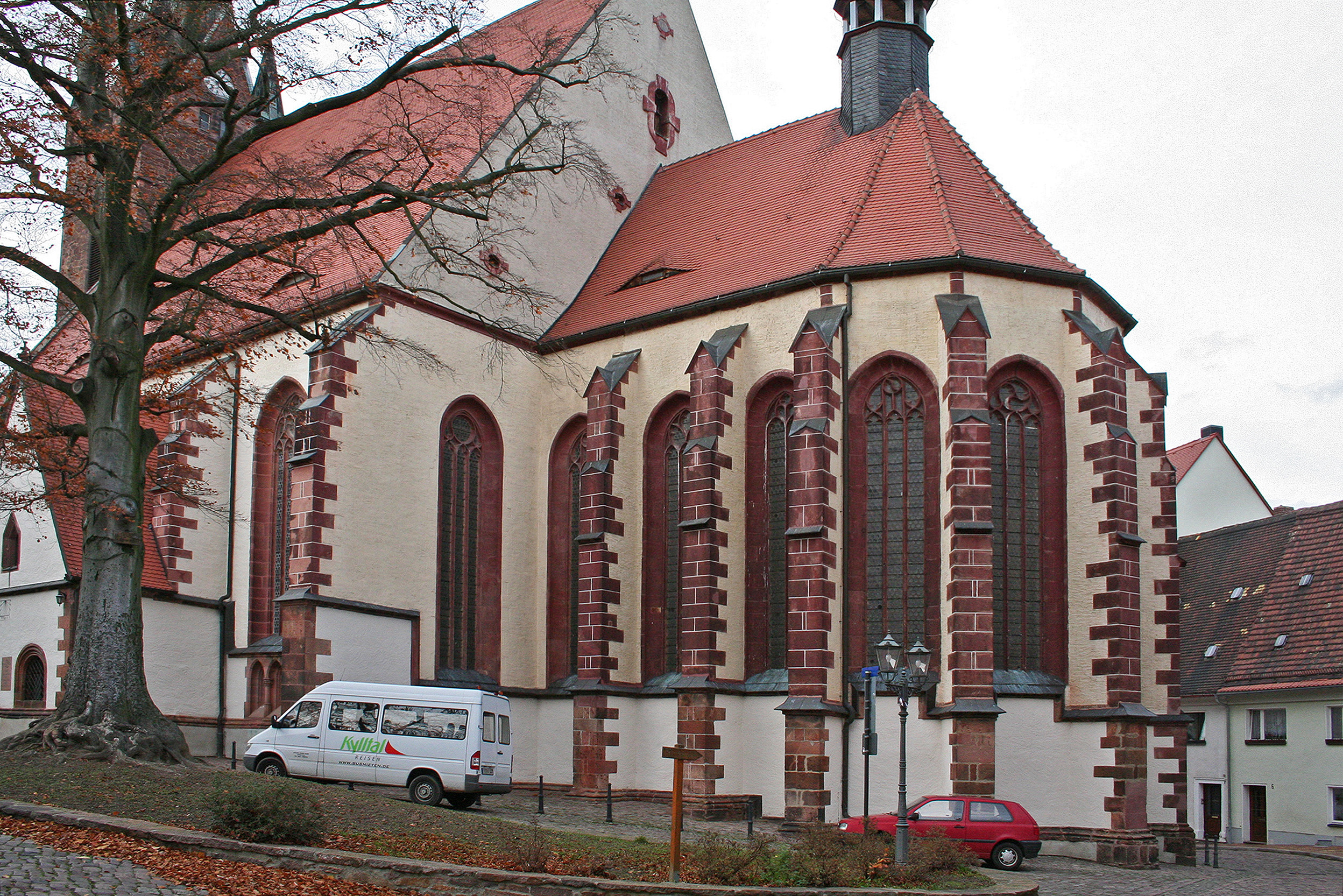
Chor von Südost.
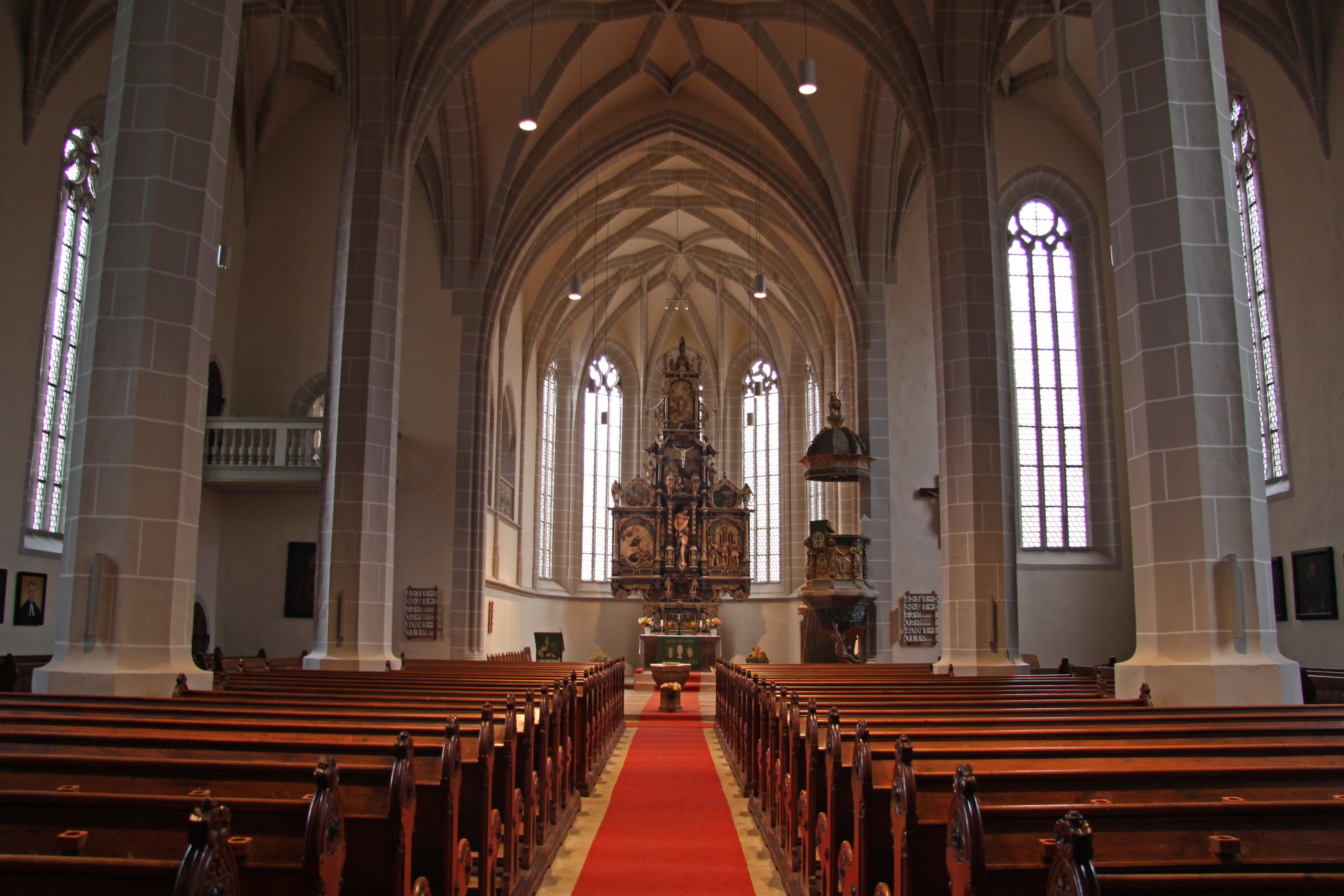
Blick zum Altar.
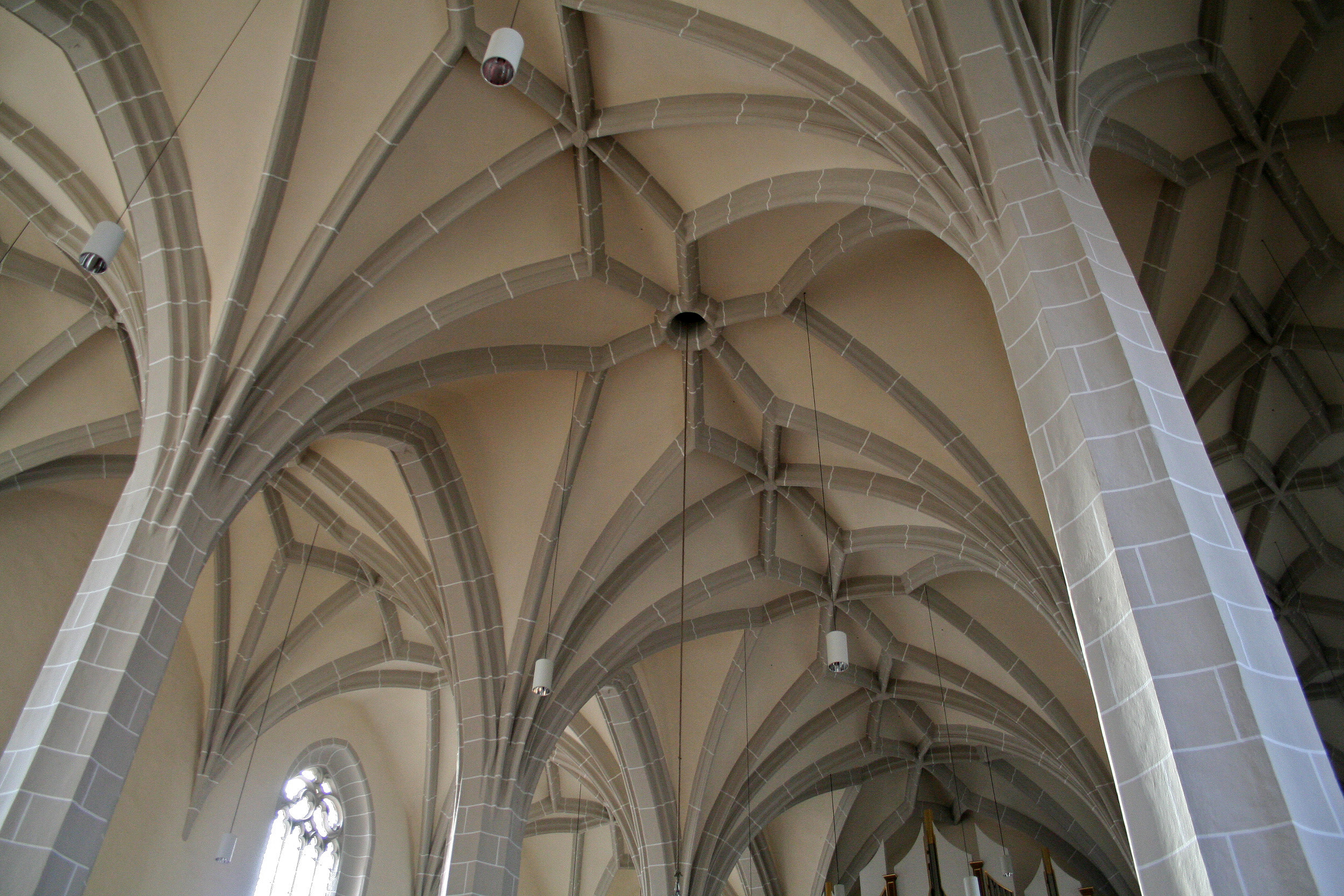
Gewölbe im Mittelschiff.

## Baubeschreibung

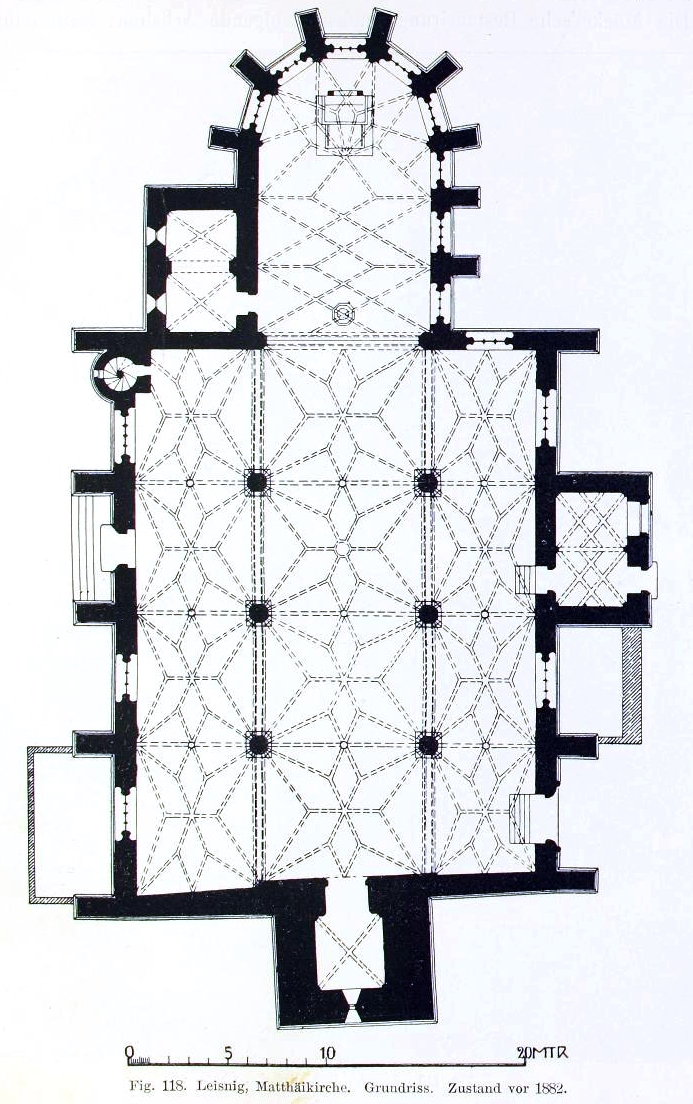
Grundriss der Kirche St. Matthäi vor 1882

Der Bau ist eine spätgotische dreischiffige Hallenkirche mit vier Jochen und einem Chor von der Breite des Mittelschiffes. Der Außenbau ist gekennzeichnet durch hohe Fenster mit Maßwerk, abgetreppte Strebepfeiler und das imposante Dach. Die unteren Geschosse des Turmes stammen wohl vom Vorgängerbau, die oberen Geschosse mit der Turmspitze von der Renovierung im 19. Jahrhundert.
Die drei Schiffe sind einheitlich mit einem sechsteiligen Sternrippengewölbe geschlossen. Die Pfeiler besitzen die für sächsische Hallenkirchen typische gekehlte achtseitige Form. Der dreijochige Chor von Mittelschiffbreite hat ein Netzgewölbe und einen ⁵⁄₁₀–Abschluss.
Portale befinden sich an der Süd- und Nordseite, dazu der Zugang durch die ehemalige Kapelle der Kalandsbruderschaft. Die Zugänge zum Turm und zur Sakristei entstanden erst 1676. Das untere Geschoss des Turmes diente früher als Sakristei.
An der Nordseite des Chores befindet sich ein zweigeschossiger Anbau mit zweijochiger Kapelle im Erdgeschoss (heute Sakristei) und Singechor, an der Südseite des Langhauses die ehem. Kalandskapelle, zweijochig mit Netzgewölbe, später Parentationshalle, jetzt Gedenkstätte für die Opfer beider Weltkriege. Dieser Anbau hatte früher ein zweites Geschoss, das den Zugang zu den Emporen vermittelte und in dem die Laden mehrerer Innungen aufgestellt waren.

## Ausstattung

### Altar

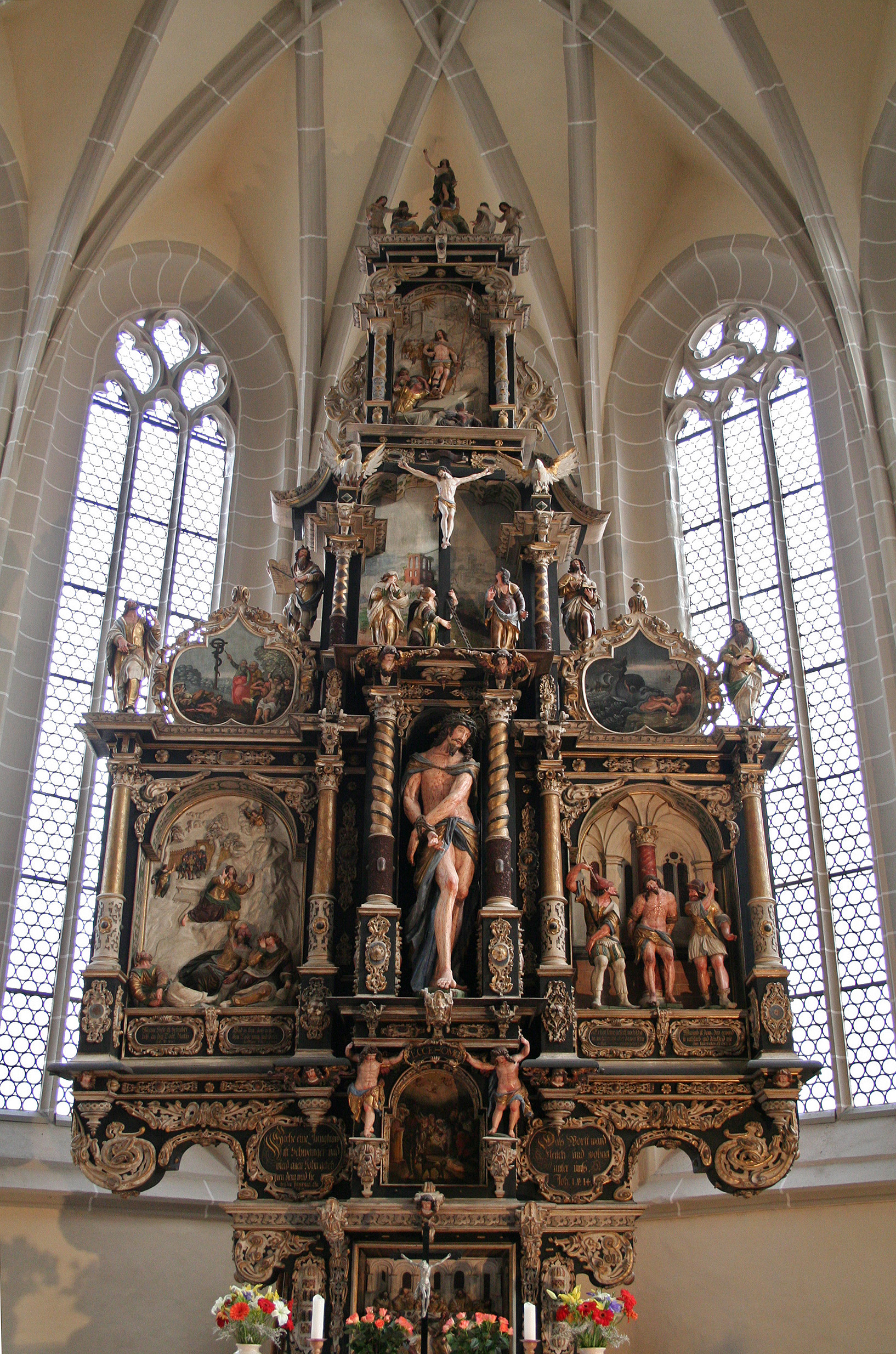
Altar der Kirche St. Matthäi

Der Altar ist das Werk des Bildhauers Valentin Otte und des Malers Johann Richter und entstand in den Jahren 1663–1664. Die Predella zeigt das Abendmahl, darüber die Anbetung der Hirten, in der Hauptzone in der Mitte der Schmerzensmann, links Ölberg, rechts Geißelung, darüber Kreuzigung mit Phönix und Pelikan, daneben Moses und Johannes der Täufer für den Alten und den Neuen Bund, seitliche Bilder mit Aufrichtung der ehernen Schlange und Jona mit dem Wal als Gleichnis für Kreuzigung und Auferstehung, außen Petrus und Paulus, weiter darüber Auferstehung und Himmelfahrt. Die Gesamthöhe beträgt 10,8 m.

### Taufstein
Der Taufstein entstand nach dem Brand der Kirche im Jahre 1638 als Stiftung des Amtsschössers Braun. Der ehemalige aufwendige Aufsatz war auch ein Werk von Valentin Otte. Er war über einen Seilzug anzuheben. Eine recht genaue Beschreibung desselben ist bei Kamprad zu finden. 1800 wurde er entfernt.

### Kanzel
Die Kanzel, nach dem Brand 1639 am mittleren Pfeiler der Südseite mit den 12 Aposteln errichtet, wurde 1883 beim Einbau der neuen Emporen durch eine neue Kanzel ersetzt. Diese musste wiederum beim Abbruch dieser Emporen 1960 weichen. Die heutige Kanzel stammt aus der 1906 abgerissenen Stadtkirche von Hainichen und entstand um 1700.

### Bilder
Die Bildnisse der Superintendenten seit 1600 waren ursprünglich im Chor angebracht. Nach dem Abbau der Emporen fanden sie ihren Platz im Kirchenschiff.

### Orgel

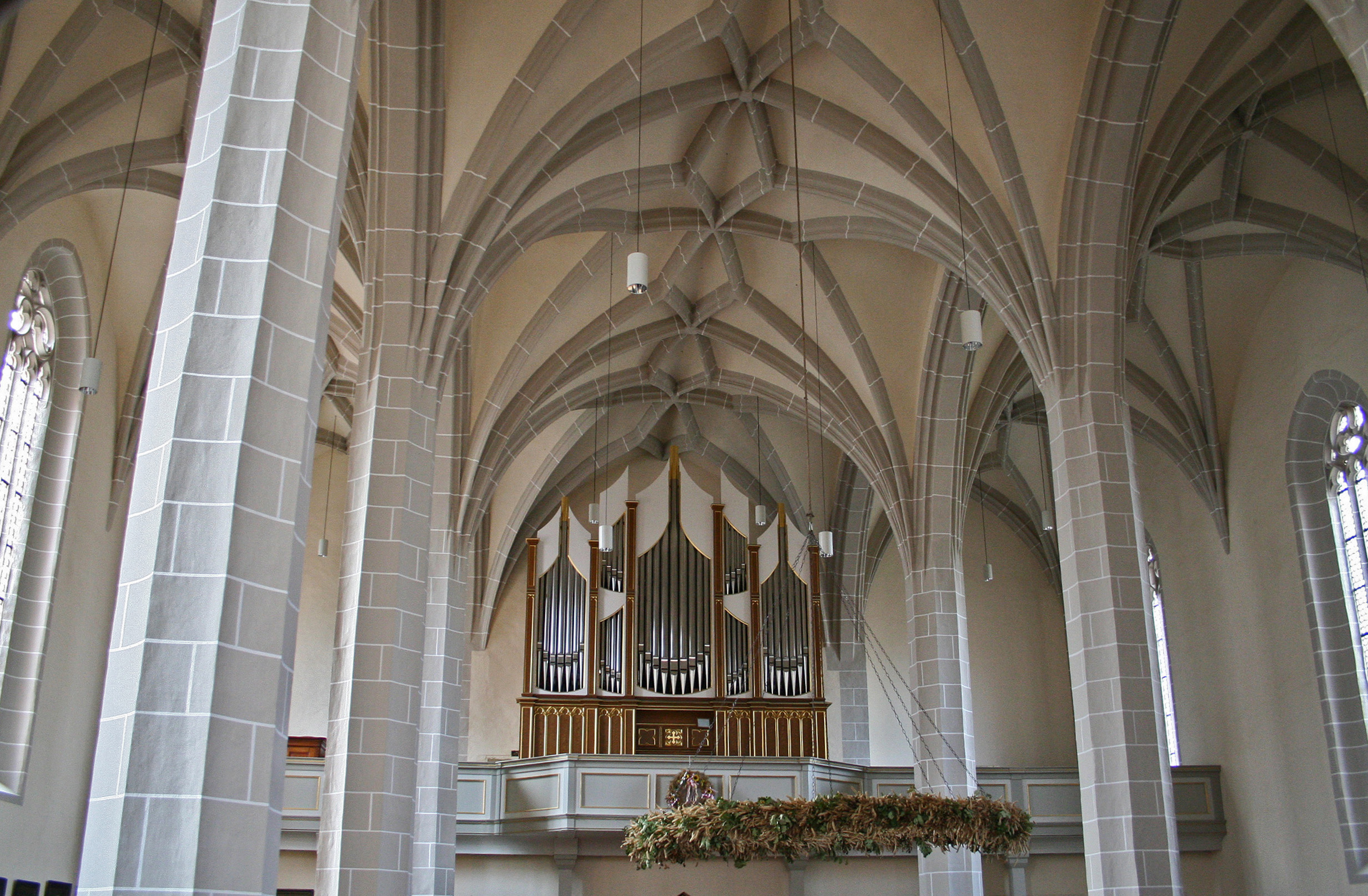
Orgel der Kirche St. Matthäi

Frühere Orgeln wurden gebaut von Johann Lange 1584, Erhardt Müller (Leisnig) 1638, Tobias Weller (Dresden) 1649, Johann Georg Friedlieb Zöllner (Hubertusburg) 1792. Die heutige Orgel baute 1862 die Firma Carl Eduard Jehmlich.
| I Hauptwerk C–e3 |                  |         |
| 01.              | Prinzipal        | 16′     |
| 02.              | Prinzipal        | 08′     |
| 03.              | Rohrflöte        | 08′     |
| 04.              | Viola di Gamba   | 08′     |
| 05.              | Gemshorn         | 08′     |
| 06.              | Oktave           | 04′     |
| 07.              | Spitzflöte       | 04′     |
| 08.              | Cornett IV (B,D) |         |
| 09.              | Quinte           | 03′     |
| 10.              | Oktave           | 02′     |
| 11.              | Tertie           | 01 3⁄5′ |
| 12.              | Mixtur IV        |         |
| 13.              | Trompete         | 08′     |

| II Oberwerk C–e3 |                 |     |
| 14.              | Quintatön       | 16′ |
| 15.              | Quintatön       | 08′ |
| 16.              | Geigenprinzipal | 08′ |
| 17.              | Gedackt         | 08′ |
| 18.              | Aeoline         | 08′ |
| 19.              | Oktave          | 04′ |
| 20.              | Rohrflöte       | 04′ |
| 21.              | Nassat          | 03′ |
| 22.              | Tertie aus      | 02′ |
| 23.              | Oktave          | 02′ |
| 24.              | Mixtur III      |     |
|                  | Tremulant       |     |

| Pedalwerk C– |               |     |
| 25.          | Prinzipalbaß  | 16′ |
| 26.          | Subbaß        | 16′ |
| 27.          | Quintbaß      | 12′ |
| 28.          | Oktavbass     | 08′ |
| 29.          | Oktavbass     | 04′ |
| 30.          | Posaunenbaß   | 16′ |
| 31.          | Trompetenbass | 08′ |

- Koppeln: Manualkoppel, Pedalkoppel